# Hesperandra thomasi
Hesperandra thomasi är en skalbaggsart som beskrevs av Santos-silva 2002. Hesperandra thomasi ingår i släktet Hesperandra och familjen långhorningar. Inga underarter finns listade i Catalogue of Life.